# Liège-Bastogne-Liège Feminina de 2022
A 6.ª edição do Liège-Bastogne-Liège Feminina (oficialmente: Liège-Bastogne-Liège Femmes) celebrou-se a 24 de abril de 2022 sobre um percurso de 142,5 km com início na cidade de Bastogne e final na cidade de Liège em Bélgica.
A corrida fez parte do UCI WorldTour Feminino de 2022 como concorrência de categoria 1.wwT do calendário ciclístico de máximo nível mundial, sendo a décima corrida que se correu em dito circuito e foi vencida pela ciclista neerlandesa Annemiek van Vleuten da equipa Movistar. O pódio completaram-no a australiana Grace Brown da equipa FDJ Nouvelle Aquitaine Futuroscope e a também neerlandesa Demi Vollering da equipa SD Worx.

## Percorrido
O percurso baseou-se em 7 cotas, as quais se indicam a seguir:
| Não. | Nome                      | Comprimento | Pendente média | Localização (km) |
| ---- | ------------------------- | ----------- | -------------- | ---------------- |
| 1    | Côte de Mont-le-Soie      | 1,7 km      | 7,9 %          | 55,3             |
| 2    | Côte de Wanne             | 3,6 km      | 5,1 %          | 63,6             |
| 3    | Côte da Haute-Levée       | 2,2 km      | 7,5 %          | 72               |
| 4    | Col du Rosier             | 4,4 km      | 5,9 %          | 86,2             |
| 5    | Côte de Desnié            | 1,6 km      | 8,1 %          | 99,5             |
| 6    | Côte da Redoute           | 2,1 km      | 8,9 %          | 112,7            |
| 7    | Côte da Roche-aux-faucons | 1,3 km      | 11 %           | 128,7.           |

## Equipas
| translation for headoftableIII_translate index 58 not found (14)- Team BikeExchange-Jayco - Canyon-SRAM Racing - EF Education-TIBCO-SVB - FDJ Nouvelle Aquitaine Futuroscope - Human Powered Health - Team Jumbo-Visma - Liv Racing Xstra - Movistar Team - Roland Cogeas-Edelweiss Squad - Team DSM - SD Worx - Trek-Segafredo - UAE Team ADQ - Uno-X Pro Cycling Team UCI Women's continental teams (10)- Andy Schleck-CP NVST-Immo Losch - Arkéa Pro Cycling Team - Bepink - Bingoal-Chevalmeire-Van Eyck Sport - Cofidis - Le col-Wahoo - Lotto Soudal Ladies - Parkhotel Valkenburg - Plantur-Pura - Valcar-Travel & Service |
| |

## Classificação final
A classificação finalizou da seguinte forma:

### Classificação geral
| \| Classificação geral \| Classificação geral \| Classificação geral \| Classificação geral \| Classificação geral \| \| Ciclista \| Ciclista \| Equipe \| Tempo \| \| \| ------------------- \| ---------------------- \| ---------------------------------- \| ------------------- \| ------------------- \| \| 1. \| Annemiek van Vleuten \| Movistar Team \| 3h52m32s \| \| \| 2. \| Grace Brown \| FDJ-Nouvelle Aquitaine-Futuroscope \| + 43s \| \| \| 3. \| Demi Vollering \| SD Worx \| + 43s \| \| \| 4. \| Ashleigh Moolman Pasio \| SD Worx \| + 43s \| \| \| 5. \| Elisa Longo Borghini \| Trek-Segafredo \| + 43s \| \| \| 6. \| Marta Cavalli \| FDJ-Nouvelle Aquitaine-Futuroscope \| + 47s \| \| \| 7. \| Arlenis Sierra \| Movistar Team \| + 1m58s \| \| \| 8. \| Liane Lippert \| Team DSM \| + 1m58s \| \| \| 9. \| Katarzyna Niewiadoma \| Canyon-SRAM Racing \| + 1m58s \| \| \| 10. \| Amanda Spratt \| Team BikeExchange-Jayco \| + 1m58s \| \| \| 11. \| Pauliena Rooijakkers \| Canyon-SRAM Racing \| + 1m58s \| \| \| 12. \| Juliette Labous \| Team DSM \| + 2m05s \| \| \| 13. \| Mavi García \| UAE Team ADQ \| + 2m55s \| \| \| 14. \| Anouska Koster \| Team Jumbo-Visma \| + 2m55s \| \| \| 15. \| Soraya Paladin \| Canyon-SRAM Racing \| + 2m55s \| \| \| 16. \| Shirin van Anrooij \| Trek-Segafredo \| + 2m55s \| \| \| 17. \| Ane Santesteban \| Team BikeExchange-Jayco \| + 2m55s \| \| \| 18. \| Niamh Fisher-Black \| SD Worx \| + 2m55s \| \| \| 19. \| Yara Kastelijn \| Plantur-Pura \| + 2m55s \| \| \| 20. \| Évita Muzic \| FDJ-Nouvelle Aquitaine-Futuroscope \| + 2m55s \| \| |                        |                                    |          |
| |                        |                                    |          |
| Fonte: ProCyclingStats |                        |                                    |          |
| Classificação geral |                        |                                    |          |
| Ciclista | Ciclista               | Equipe                             | Tempo    |
| 1. | Annemiek van Vleuten   | Movistar Team                      | 3h52m32s |
| 2. | Grace Brown            | FDJ-Nouvelle Aquitaine-Futuroscope | + 43s    |
| 3. | Demi Vollering         | SD Worx                            | + 43s    |
| 4. | Ashleigh Moolman Pasio | SD Worx                            | + 43s    |
| 5. | Elisa Longo Borghini   | Trek-Segafredo                     | + 43s    |
| 6. | Marta Cavalli          | FDJ-Nouvelle Aquitaine-Futuroscope | + 47s    |
| 7. | Arlenis Sierra         | Movistar Team                      | + 1m58s  |
| 8. | Liane Lippert          | Team DSM                           | + 1m58s  |
| 9. | Katarzyna Niewiadoma   | Canyon-SRAM Racing                 | + 1m58s  |
| 10. | Amanda Spratt          | Team BikeExchange-Jayco            | + 1m58s  |
| 11. | Pauliena Rooijakkers   | Canyon-SRAM Racing                 | + 1m58s  |
| 12. | Juliette Labous        | Team DSM                           | + 2m05s  |
| 13. | Mavi García            | UAE Team ADQ                       | + 2m55s  |
| 14. | Anouska Koster         | Team Jumbo-Visma                   | + 2m55s  |
| 15. | Soraya Paladin         | Canyon-SRAM Racing                 | + 2m55s  |
| 16. | Shirin van Anrooij     | Trek-Segafredo                     | + 2m55s  |
| 17. | Ane Santesteban        | Team BikeExchange-Jayco            | + 2m55s  |
| 18. | Niamh Fisher-Black     | SD Worx                            | + 2m55s  |
| 19. | Yara Kastelijn         | Plantur-Pura                       | + 2m55s  |
| 20. | Évita Muzic            | FDJ-Nouvelle Aquitaine-Futuroscope | + 2m55s  |

## Ciclistas participantes e posições finais
| SD Worx SDW | SD Worx SDW                       | SD Worx SDW |
| ----------- | --------------------------------- | ----------- |
| Num         | Ciclista                          | Pos         |
| 1           | Demi Vollering (NED)              | 3.          |
| 2           | Niamh Fisher-Black (NZL)          | 18.         |
| 3           | Ashleigh Moolman Pasio (RSA)      | 4.          |
| 4           | Marlen Reusser (SUI) (estrada)    | 21.         |
| 5           | Chantal van den Broek-Blaak (NED) | DNF         |
| 6           | Blanka Vas (HUN) (estrada)        | 30.         |

| Movistar Team MOV | Movistar Team MOV           | Movistar Team MOV |
| ----------------- | --------------------------- | ----------------- |
| Num               | Ciclista                    | Pos               |
| 11                | Annemiek van Vleuten (NED)  | 1.                |
| 12                | Katrine Aalerud (NOR)       | 51.               |
| 13                | Jelena Erić (SRB) (estrada) | DNF               |
| 14                | Sara Martín Martín (ESP)    | 27.               |
| 15                | Paula Patiño (COL)          | 35.               |
| 16                | Arlenis Sierra (CUB)        | 7.                |

| Trek-Segafredo TFS | Trek-Segafredo TFS                   | Trek-Segafredo TFS |
| ------------------ | ------------------------------------ | ------------------ |
| Num                | Ciclista                             | Pos                |
| 21                 | Elisa Longo Borghini (ITA) (estrada) | 5.                 |
| 22                 | Lucinda Brand (NED)                  | 40.                |
| 23                 | Audrey Cordon-Ragot (FRA)            | DNF                |
| 24                 | Leah Thomas (USA)                    | 23.                |
| 25                 | Shirin van Anrooij (NED)             | 16.                |
| 26                 | Tayler Wiles (USA)                   | DNF                |

| Canyon-SRAM Racing CSR | Canyon-SRAM Racing CSR     | Canyon-SRAM Racing CSR |
| ---------------------- | -------------------------- | ---------------------- |
| Num                    | Ciclista                   | Pos                    |
| 31                     | Katarzyna Niewiadoma (POL) | 9.                     |
| 32                     | Alena Amialiusik (BLR)     | 48.                    |
| 33                     | Elise Chabbey (SUI)        | 29.                    |
| 34                     | Mikayla Harvey (NZL)       | 50.                    |
| 35                     | Soraya Paladin (ITA)       | 15.                    |
| 36                     | Pauliena Rooijakkers (NED) | 11.                    |

| Team Jumbo-Visma TJV | Team Jumbo-Visma TJV | Team Jumbo-Visma TJV |
| -------------------- | -------------------- | -------------------- |
| Num                  | Ciclista             | Pos                  |
| 41                   | Anouska Koster (NED) | 14.                  |
| 42                   | Anna Henderson (GBR) | 22.                  |
| 43                   | Amber Kraak (NED)    | 38.                  |
| 44                   | Aafke Soet (NED)     | 65.                  |

| FDJ-Nouvelle Aquitaine-Futuroscope FSF | FDJ-Nouvelle Aquitaine-Futuroscope FSF | FDJ-Nouvelle Aquitaine-Futuroscope FSF |
| -------------------------------------- | -------------------------------------- | -------------------------------------- |
| Num                                    | Ciclista                               | Pos                                    |
| 51                                     | Marta Cavalli (ITA)                    | 6.                                     |
| 52                                     | Stine Borgli (NOR)                     | DNF                                    |
| 53                                     | Grace Brown (AUS)                      | 2.                                     |
| 54                                     | Brodie Chapman (AUS)                   | 58.                                    |
| 55                                     | Évita Muzic (FRA) (estrada)            | 20.                                    |
| 56                                     | Jade Wiel (FRA)                        | 74.                                    |

| Team BikeExchange-Jayco BEX | Team BikeExchange-Jayco BEX | Team BikeExchange-Jayco BEX |
| --------------------------- | --------------------------- | --------------------------- |
| Num                         | Ciclista                    | Pos                         |
| 61                          | Amanda Spratt (AUS)         | 10.                         |

| sem equipe ___ | sem equipe ___      | sem equipe ___ |
| -------------- | ------------------- | -------------- |
| Num            | Ciclista            | Pos            |
| 62             | Jessica Allen (GBR) | DNF            |

| Team BikeExchange-Jayco BEX | Team BikeExchange-Jayco BEX | Team BikeExchange-Jayco BEX |
| --------------------------- | --------------------------- | --------------------------- |
| Num                         | Ciclista                    | Pos                         |
| 63                          | Nina Kessler (NED)          | HD                          |
| 64                          | Alexandra Manly (AUS)       | 33.                         |
| 65                          | Ane Santesteban (ESP)       | 17.                         |
| 66                          | Georgia Williams (NZL)      | 49.                         |

| UAE Team ADQ UAD | UAE Team ADQ UAD              | UAE Team ADQ UAD |
| ---------------- | ----------------------------- | ---------------- |
| Num              | Ciclista                      | Pos              |
| 71               | Mavi García (ESP) (estrada)   | 13.              |
| 72               | Sofia Bertizzolo (ITA)        | 57.              |
| 73               | Eugenia Bujak (SLO) (estrada) | 60.              |
| 74               | Erica Magnaldi (ITA)          | 37.              |
| 75               | Urša Pintar (SLO)             | 24.              |
| 76               | Linda Zanetti (SUI)           | DNF              |

| Team DSM DSM | Team DSM DSM           | Team DSM DSM |
| ------------ | ---------------------- | ------------ |
| Num          | Ciclista               | Pos          |
| 81           | Liane Lippert (GER)    | 8.           |
| 82           | Francesca Barale (ITA) | 64.          |
| 83           | Léa Curinier (FRA)     | HD           |
| 84           | Leah Kirchmann (CAN)   | 31.          |
| 85           | Juliette Labous (FRA)  | 12.          |
| 86           | Floortje Mackaij (NED) | 52.          |

| EF Education-TIBCO-SVB TIB | EF Education-TIBCO-SVB TIB      | EF Education-TIBCO-SVB TIB |
| -------------------------- | ------------------------------- | -------------------------- |
| Num                        | Ciclista                        | Pos                        |
| 91                         | Kathrin Hammes (GER)            | 39.                        |
| 92                         | Clara Honsinger (USA)           | 28.                        |
| 93                         | Lauren Stephens (USA) (estrada) | 62.                        |
| 94                         | Magdeleine Vallieres (CAN)      | 63.                        |

| Liv Racing Xstra LIV | Liv Racing Xstra LIV           | Liv Racing Xstra LIV |
| -------------------- | ------------------------------ | -------------------- |
| Num                  | Ciclista                       | Pos                  |
| 101                  | Alison Jackson (CAN) (estrada) | 61.                  |
| 102                  | Marta Jaskulska (POL)          | 73.                  |
| 103                  | Jeanne Korevaar (NED)          | 77.                  |
| 104                  | Katia Ragusa (ITA)             | DNF                  |
| 105                  | Quinty Ton (NED)               | 55.                  |

| Uno-X Pro Cycling Team UXT | Uno-X Pro Cycling Team UXT  | Uno-X Pro Cycling Team UXT |
| -------------------------- | --------------------------- | -------------------------- |
| Num                        | Ciclista                    | Pos                        |
| 111                        | Joscelin Lowden (GBR)       | 44.                        |
| 112                        | Anniina Ahtosalo (FIN)      | DNF                        |
| 113                        | Hannah Barnes (GBR)         | 78.                        |
| 114                        | Hannah Ludwig (GER)         | 45.                        |
| 115                        | Mie Bjørndal Ottestad (NOR) | 53.                        |
| 116                        | Anne Dorthe Ysland (NOR)    | HD                         |

| Human Powered Health HPW | Human Powered Health HPW | Human Powered Health HPW |
| ------------------------ | ------------------------ | ------------------------ |
| Num                      | Ciclista                 | Pos                      |
| 121                      | Nina Buysman (NED)       | 68.                      |
| 122                      | Henrietta Christie (NZL) | DNF                      |
| 123                      | Katie Clouse (USA)       | DNF                      |
| 124                      | Barbara Malcotti (ITA)   | DNF                      |
| 125                      | Eri Yonamine (JPN)       | 76.                      |

| Roland Cogeas-Edelweiss Squad CGS | Roland Cogeas-Edelweiss Squad CGS | Roland Cogeas-Edelweiss Squad CGS |
| --------------------------------- | --------------------------------- | --------------------------------- |
| Num                               | Ciclista                          | Pos                               |
| 131                               | Tamara Balabolina (RUS)           | 42.                               |
| 132                               | Hannah Buch (GER)                 | DNF                               |
| 133                               | Rotem Gafinovitz (ISR)            | HD                                |
| 134                               | Léa Stern (SUI)                   | DNF                               |
| 135                               | Petra Stiasny (SUI)               | HD                                |

| Valcar-Travel & Service VAL | Valcar-Travel & Service VAL | Valcar-Travel & Service VAL |
| --------------------------- | --------------------------- | --------------------------- |
| Num                         | Ciclista                    | Pos                         |
| 141                         | Olivia Baril (CAN)          | 36.                         |
| 142                         | Anastasia Carbonari (LAT)   | 70.                         |
| 143                         | Carlotta Cipressi (ITA)     | HD                          |
| 144                         | Federica Piergiovanni (ITA) | HD                          |
| 145                         | Elizabeth Stannard (AUS)    | 75.                         |

| Parkhotel Valkenburg PHV | Parkhotel Valkenburg PHV  | Parkhotel Valkenburg PHV |
| ------------------------ | ------------------------- | ------------------------ |
| Num                      | Ciclista                  | Pos                      |
| 151                      | Mischa Bredewold (NED)    | 59.                      |
| 152                      | Belle De Gast (NED)       | DNF                      |
| 153                      | Femke Gerritse (NED)      | 69.                      |
| 154                      | Quinty Schoens (NED)      | 46.                      |
| 155                      | Kirstie van Haaften (NED) | DNF                      |
| 156                      | Anne Van Rooijen (NED)    | HD                       |

| Plantur-Pura PLP | Plantur-Pura PLP           | Plantur-Pura PLP |
| ---------------- | -------------------------- | ---------------- |
| Num              | Ciclista                   | Pos              |
| 161              | Yara Kastelijn (NED)       | 19.              |
| 162              | Millie Couzens (GBR)       | DNF              |
| 163              | Kiona Crabbé (BEL)         | HD               |
| 164              | Julie Van de Velde (BEL)   | 26.              |
| 165              | Inge van der Heijden (NED) | DNF              |

| Le Col-Wahoo DRP | Le Col-Wahoo DRP         | Le Col-Wahoo DRP |
| ---------------- | ------------------------ | ---------------- |
| Num              | Ciclista                 | Pos              |
| 171              | Anna Christian (GBR)     | DNF              |
| 172              | Elizabeth Holden (GBR)   | 43.              |
| 173              | Flora Perkins (GBR)      | HD               |
| 174              | Alice Towers (GBR)       | 71.              |
| 175              | Jesse Vandenbulcke (BEL) | HD               |

| Arkéa Pro Cycling Team ARK | Arkéa Pro Cycling Team ARK | Arkéa Pro Cycling Team ARK |
| -------------------------- | -------------------------- | -------------------------- |
| Num                        | Ciclista                   | Pos                        |
| 181                        | Morgane Coston (FRA)       | 32.                        |
| 182                        | Pauline Allin (FRA)        | DNF                        |
| 183                        | Julia Biryukova (UKR)      | 41.                        |
| 184                        | Amandine Fouquenet (FRA)   | DNF                        |
| 185                        | Typhaine Laurance (FRA)    | DNF                        |
| 186                        | Anaïs Morichon (FRA)       | 34.                        |

| Lotto Soudal Ladies LSL | Lotto Soudal Ladies LSL  | Lotto Soudal Ladies LSL |
| ----------------------- | ------------------------ | ----------------------- |
| Num                     | Ciclista                 | Pos                     |
| 191                     | Mijntje Geurts (NED)     | 66.                     |
| 192                     | Eefje Brandt (BEL)       | DNF                     |
| 193                     | Mieke Docx (BEL)         | 67.                     |
| 194                     | Esmée Gielkens (BEL)     | DNF                     |
| 195                     | Elise vander Sande (BEL) | DNF                     |
| 196                     | Kylie Waterreus (NED)    | DNF                     |

| Cofidis COF | Cofidis COF                   | Cofidis COF |
| ----------- | ----------------------------- | ----------- |
| Num         | Ciclista                      | Pos         |
| 201         | Sandra Levenez (FRA)          | 25.         |
| 202         | Alana Castrique (BEL)         | HD          |
| 203         | Cédrine Kerbaol (FRA)         | 54.         |
| 204         | Rachel Neylan (AUS)           | 47.         |
| 205         | Gabrielle Pilote Fortin (CAN) | DNF         |

| Bingoal-Chevalmeire-Van Eyck Sport BCV | Bingoal-Chevalmeire-Van Eyck Sport BCV | Bingoal-Chevalmeire-Van Eyck Sport BCV |
| -------------------------------------- | -------------------------------------- | -------------------------------------- |
| Num                                    | Ciclista                               | Pos                                    |
| 211                                    | Lotte Claes (BEL)                      | 56.                                    |
| 212                                    | Lenny Druyts (BEL)                     | DNF                                    |
| 213                                    | Olha Kulynych (UKR)                    | HD                                     |
| 214                                    | Lotte Popelier (BEL)                   | DNF                                    |

| Bepink BPK | Bepink BPK               | Bepink BPK |
| ---------- | ------------------------ | ---------- |
| Num        | Ciclista                 | Pos        |
| 221        | Valentina Basilico (ITA) | DNF        |
| 222        | Lara Crestanello (ITA)   | DNF        |
| 223        | Markéta Hájková (CZE)    | HD         |
| 224        | Prisca Savi (ITA)        | HD         |
| 226        | Matilde Vitillo (ITA)    | HD         |

| Andy Schleck-CP NVST-Immo Losch ASC | Andy Schleck-CP NVST-Immo Losch ASC | Andy Schleck-CP NVST-Immo Losch ASC |
| ----------------------------------- | ----------------------------------- | ----------------------------------- |
| Num                                 | Ciclista                            | Pos                                 |
| 231                                 | Maite Barthels (LUX)                | DNF                                 |
| 232                                 | Nina Berton (LUX)                   | 72.                                 |
| 233                                 | Isabella Klein (LUX)                | HD                                  |
| 234                                 | Zsófia Szabó (HUN)                  | DNF                                 |

| SD Worx SDW | SD Worx SDW                       | SD Worx SDW |
| ----------- | --------------------------------- | ----------- |
| Num         | Ciclista                          | Pos         |
| 1           | Demi Vollering (NED)              | 3.          |
| 2           | Niamh Fisher-Black (NZL)          | 18.         |
| 3           | Ashleigh Moolman Pasio (RSA)      | 4.          |
| 4           | Marlen Reusser (SUI) (estrada)    | 21.         |
| 5           | Chantal van den Broek-Blaak (NED) | DNF         |
| 6           | Blanka Vas (HUN) (estrada)        | 30.         |

| Movistar Team MOV | Movistar Team MOV           | Movistar Team MOV |
| ----------------- | --------------------------- | ----------------- |
| Num               | Ciclista                    | Pos               |
| 11                | Annemiek van Vleuten (NED)  | 1.                |
| 12                | Katrine Aalerud (NOR)       | 51.               |
| 13                | Jelena Erić (SRB) (estrada) | DNF               |
| 14                | Sara Martín Martín (ESP)    | 27.               |
| 15                | Paula Patiño (COL)          | 35.               |
| 16                | Arlenis Sierra (CUB)        | 7.                |

| Trek-Segafredo TFS | Trek-Segafredo TFS                   | Trek-Segafredo TFS |
| ------------------ | ------------------------------------ | ------------------ |
| Num                | Ciclista                             | Pos                |
| 21                 | Elisa Longo Borghini (ITA) (estrada) | 5.                 |
| 22                 | Lucinda Brand (NED)                  | 40.                |
| 23                 | Audrey Cordon-Ragot (FRA)            | DNF                |
| 24                 | Leah Thomas (USA)                    | 23.                |
| 25                 | Shirin van Anrooij (NED)             | 16.                |
| 26                 | Tayler Wiles (USA)                   | DNF                |

| Canyon-SRAM Racing CSR | Canyon-SRAM Racing CSR     | Canyon-SRAM Racing CSR |
| ---------------------- | -------------------------- | ---------------------- |
| Num                    | Ciclista                   | Pos                    |
| 31                     | Katarzyna Niewiadoma (POL) | 9.                     |
| 32                     | Alena Amialiusik (BLR)     | 48.                    |
| 33                     | Elise Chabbey (SUI)        | 29.                    |
| 34                     | Mikayla Harvey (NZL)       | 50.                    |
| 35                     | Soraya Paladin (ITA)       | 15.                    |
| 36                     | Pauliena Rooijakkers (NED) | 11.                    |

| Team Jumbo-Visma TJV | Team Jumbo-Visma TJV | Team Jumbo-Visma TJV |
| -------------------- | -------------------- | -------------------- |
| Num                  | Ciclista             | Pos                  |
| 41                   | Anouska Koster (NED) | 14.                  |
| 42                   | Anna Henderson (GBR) | 22.                  |
| 43                   | Amber Kraak (NED)    | 38.                  |
| 44                   | Aafke Soet (NED)     | 65.                  |

| FDJ-Nouvelle Aquitaine-Futuroscope FSF | FDJ-Nouvelle Aquitaine-Futuroscope FSF | FDJ-Nouvelle Aquitaine-Futuroscope FSF |
| -------------------------------------- | -------------------------------------- | -------------------------------------- |
| Num                                    | Ciclista                               | Pos                                    |
| 51                                     | Marta Cavalli (ITA)                    | 6.                                     |
| 52                                     | Stine Borgli (NOR)                     | DNF                                    |
| 53                                     | Grace Brown (AUS)                      | 2.                                     |
| 54                                     | Brodie Chapman (AUS)                   | 58.                                    |
| 55                                     | Évita Muzic (FRA) (estrada)            | 20.                                    |
| 56                                     | Jade Wiel (FRA)                        | 74.                                    |

| Team BikeExchange-Jayco BEX | Team BikeExchange-Jayco BEX | Team BikeExchange-Jayco BEX |
| --------------------------- | --------------------------- | --------------------------- |
| Num                         | Ciclista                    | Pos                         |
| 61                          | Amanda Spratt (AUS)         | 10.                         |

| sem equipe ___ | sem equipe ___      | sem equipe ___ |
| -------------- | ------------------- | -------------- |
| Num            | Ciclista            | Pos            |
| 62             | Jessica Allen (GBR) | DNF            |

| Team BikeExchange-Jayco BEX | Team BikeExchange-Jayco BEX | Team BikeExchange-Jayco BEX |
| --------------------------- | --------------------------- | --------------------------- |
| Num                         | Ciclista                    | Pos                         |
| 63                          | Nina Kessler (NED)          | HD                          |
| 64                          | Alexandra Manly (AUS)       | 33.                         |
| 65                          | Ane Santesteban (ESP)       | 17.                         |
| 66                          | Georgia Williams (NZL)      | 49.                         |

| UAE Team ADQ UAD | UAE Team ADQ UAD              | UAE Team ADQ UAD |
| ---------------- | ----------------------------- | ---------------- |
| Num              | Ciclista                      | Pos              |
| 71               | Mavi García (ESP) (estrada)   | 13.              |
| 72               | Sofia Bertizzolo (ITA)        | 57.              |
| 73               | Eugenia Bujak (SLO) (estrada) | 60.              |
| 74               | Erica Magnaldi (ITA)          | 37.              |
| 75               | Urša Pintar (SLO)             | 24.              |
| 76               | Linda Zanetti (SUI)           | DNF              |

| Team DSM DSM | Team DSM DSM           | Team DSM DSM |
| ------------ | ---------------------- | ------------ |
| Num          | Ciclista               | Pos          |
| 81           | Liane Lippert (GER)    | 8.           |
| 82           | Francesca Barale (ITA) | 64.          |
| 83           | Léa Curinier (FRA)     | HD           |
| 84           | Leah Kirchmann (CAN)   | 31.          |
| 85           | Juliette Labous (FRA)  | 12.          |
| 86           | Floortje Mackaij (NED) | 52.          |

| EF Education-TIBCO-SVB TIB | EF Education-TIBCO-SVB TIB      | EF Education-TIBCO-SVB TIB |
| -------------------------- | ------------------------------- | -------------------------- |
| Num                        | Ciclista                        | Pos                        |
| 91                         | Kathrin Hammes (GER)            | 39.                        |
| 92                         | Clara Honsinger (USA)           | 28.                        |
| 93                         | Lauren Stephens (USA) (estrada) | 62.                        |
| 94                         | Magdeleine Vallieres (CAN)      | 63.                        |

| Liv Racing Xstra LIV | Liv Racing Xstra LIV           | Liv Racing Xstra LIV |
| -------------------- | ------------------------------ | -------------------- |
| Num                  | Ciclista                       | Pos                  |
| 101                  | Alison Jackson (CAN) (estrada) | 61.                  |
| 102                  | Marta Jaskulska (POL)          | 73.                  |
| 103                  | Jeanne Korevaar (NED)          | 77.                  |
| 104                  | Katia Ragusa (ITA)             | DNF                  |
| 105                  | Quinty Ton (NED)               | 55.                  |

| Uno-X Pro Cycling Team UXT | Uno-X Pro Cycling Team UXT  | Uno-X Pro Cycling Team UXT |
| -------------------------- | --------------------------- | -------------------------- |
| Num                        | Ciclista                    | Pos                        |
| 111                        | Joscelin Lowden (GBR)       | 44.                        |
| 112                        | Anniina Ahtosalo (FIN)      | DNF                        |
| 113                        | Hannah Barnes (GBR)         | 78.                        |
| 114                        | Hannah Ludwig (GER)         | 45.                        |
| 115                        | Mie Bjørndal Ottestad (NOR) | 53.                        |
| 116                        | Anne Dorthe Ysland (NOR)    | HD                         |

| Human Powered Health HPW | Human Powered Health HPW | Human Powered Health HPW |
| ------------------------ | ------------------------ | ------------------------ |
| Num                      | Ciclista                 | Pos                      |
| 121                      | Nina Buysman (NED)       | 68.                      |
| 122                      | Henrietta Christie (NZL) | DNF                      |
| 123                      | Katie Clouse (USA)       | DNF                      |
| 124                      | Barbara Malcotti (ITA)   | DNF                      |
| 125                      | Eri Yonamine (JPN)       | 76.                      |

| Roland Cogeas-Edelweiss Squad CGS | Roland Cogeas-Edelweiss Squad CGS | Roland Cogeas-Edelweiss Squad CGS |
| --------------------------------- | --------------------------------- | --------------------------------- |
| Num                               | Ciclista                          | Pos                               |
| 131                               | Tamara Balabolina (RUS)           | 42.                               |
| 132                               | Hannah Buch (GER)                 | DNF                               |
| 133                               | Rotem Gafinovitz (ISR)            | HD                                |
| 134                               | Léa Stern (SUI)                   | DNF                               |
| 135                               | Petra Stiasny (SUI)               | HD                                |

| Valcar-Travel & Service VAL | Valcar-Travel & Service VAL | Valcar-Travel & Service VAL |
| --------------------------- | --------------------------- | --------------------------- |
| Num                         | Ciclista                    | Pos                         |
| 141                         | Olivia Baril (CAN)          | 36.                         |
| 142                         | Anastasia Carbonari (LAT)   | 70.                         |
| 143                         | Carlotta Cipressi (ITA)     | HD                          |
| 144                         | Federica Piergiovanni (ITA) | HD                          |
| 145                         | Elizabeth Stannard (AUS)    | 75.                         |

| Parkhotel Valkenburg PHV | Parkhotel Valkenburg PHV  | Parkhotel Valkenburg PHV |
| ------------------------ | ------------------------- | ------------------------ |
| Num                      | Ciclista                  | Pos                      |
| 151                      | Mischa Bredewold (NED)    | 59.                      |
| 152                      | Belle De Gast (NED)       | DNF                      |
| 153                      | Femke Gerritse (NED)      | 69.                      |
| 154                      | Quinty Schoens (NED)      | 46.                      |
| 155                      | Kirstie van Haaften (NED) | DNF                      |
| 156                      | Anne Van Rooijen (NED)    | HD                       |

| Plantur-Pura PLP | Plantur-Pura PLP           | Plantur-Pura PLP |
| ---------------- | -------------------------- | ---------------- |
| Num              | Ciclista                   | Pos              |
| 161              | Yara Kastelijn (NED)       | 19.              |
| 162              | Millie Couzens (GBR)       | DNF              |
| 163              | Kiona Crabbé (BEL)         | HD               |
| 164              | Julie Van de Velde (BEL)   | 26.              |
| 165              | Inge van der Heijden (NED) | DNF              |

| Le Col-Wahoo DRP | Le Col-Wahoo DRP         | Le Col-Wahoo DRP |
| ---------------- | ------------------------ | ---------------- |
| Num              | Ciclista                 | Pos              |
| 171              | Anna Christian (GBR)     | DNF              |
| 172              | Elizabeth Holden (GBR)   | 43.              |
| 173              | Flora Perkins (GBR)      | HD               |
| 174              | Alice Towers (GBR)       | 71.              |
| 175              | Jesse Vandenbulcke (BEL) | HD               |

| Arkéa Pro Cycling Team ARK | Arkéa Pro Cycling Team ARK | Arkéa Pro Cycling Team ARK |
| -------------------------- | -------------------------- | -------------------------- |
| Num                        | Ciclista                   | Pos                        |
| 181                        | Morgane Coston (FRA)       | 32.                        |
| 182                        | Pauline Allin (FRA)        | DNF                        |
| 183                        | Julia Biryukova (UKR)      | 41.                        |
| 184                        | Amandine Fouquenet (FRA)   | DNF                        |
| 185                        | Typhaine Laurance (FRA)    | DNF                        |
| 186                        | Anaïs Morichon (FRA)       | 34.                        |

| Lotto Soudal Ladies LSL | Lotto Soudal Ladies LSL  | Lotto Soudal Ladies LSL |
| ----------------------- | ------------------------ | ----------------------- |
| Num                     | Ciclista                 | Pos                     |
| 191                     | Mijntje Geurts (NED)     | 66.                     |
| 192                     | Eefje Brandt (BEL)       | DNF                     |
| 193                     | Mieke Docx (BEL)         | 67.                     |
| 194                     | Esmée Gielkens (BEL)     | DNF                     |
| 195                     | Elise vander Sande (BEL) | DNF                     |
| 196                     | Kylie Waterreus (NED)    | DNF                     |

| Cofidis COF | Cofidis COF                   | Cofidis COF |
| ----------- | ----------------------------- | ----------- |
| Num         | Ciclista                      | Pos         |
| 201         | Sandra Levenez (FRA)          | 25.         |
| 202         | Alana Castrique (BEL)         | HD          |
| 203         | Cédrine Kerbaol (FRA)         | 54.         |
| 204         | Rachel Neylan (AUS)           | 47.         |
| 205         | Gabrielle Pilote Fortin (CAN) | DNF         |

| Bingoal-Chevalmeire-Van Eyck Sport BCV | Bingoal-Chevalmeire-Van Eyck Sport BCV | Bingoal-Chevalmeire-Van Eyck Sport BCV |
| -------------------------------------- | -------------------------------------- | -------------------------------------- |
| Num                                    | Ciclista                               | Pos                                    |
| 211                                    | Lotte Claes (BEL)                      | 56.                                    |
| 212                                    | Lenny Druyts (BEL)                     | DNF                                    |
| 213                                    | Olha Kulynych (UKR)                    | HD                                     |
| 214                                    | Lotte Popelier (BEL)                   | DNF                                    |

| Bepink BPK | Bepink BPK               | Bepink BPK |
| ---------- | ------------------------ | ---------- |
| Num        | Ciclista                 | Pos        |
| 221        | Valentina Basilico (ITA) | DNF        |
| 222        | Lara Crestanello (ITA)   | DNF        |
| 223        | Markéta Hájková (CZE)    | HD         |
| 224        | Prisca Savi (ITA)        | HD         |
| 226        | Matilde Vitillo (ITA)    | HD         |

| Andy Schleck-CP NVST-Immo Losch ASC | Andy Schleck-CP NVST-Immo Losch ASC | Andy Schleck-CP NVST-Immo Losch ASC |
| ----------------------------------- | ----------------------------------- | ----------------------------------- |
| Num                                 | Ciclista                            | Pos                                 |
| 231                                 | Maite Barthels (LUX)                | DNF                                 |
| 232                                 | Nina Berton (LUX)                   | 72.                                 |
| 233                                 | Isabella Klein (LUX)                | HD                                  |
| 234                                 | Zsófia Szabó (HUN)                  | DNF                                 |

Convenções:
- AB: Abandono
- FLT: Retiro por chegada fora do limite de tempo
- NTS: Não tomou a saída
- DES: Descalificada ou expulsada

## WorldTour Feminino
A Liège-Bastogne-Liège Feminina outorgou pontos para o UCI World Ranking Feminino e o UCI WorldTour Feminino para corredoras das equipas nas categorias UCI WorldTeam Feminino e Continental Feminino. As seguintes tabelas mostram o barómetro de pontuação e as 10 corredoras que obtiveram mais pontos:
| Posição   | 1.ª | 2.ª | 3.ª | 4.ª | 5.ª | 6.ª | 7.ª | 8.ª | 9.ª | 10.ª | 11.ª | 12.ª | 13.ª | 14.ª | 15.ª | 16.ª-20.ª | 21.ª-30.ª | 31.ª-40.ª |
| Pontuação | 400 | 320 | 260 | 220 | 180 | 140 | 120 | 100 | 80  | 68   | 56   | 48   | 40   | 32   | 28   | 24        | 16        | 8         |

| Classificação |                      |                                    |        |
| Posição       | Ciclista             | Equipa                             | Pontos |
| ------------- | -------------------- | ---------------------------------- | ------ |
| 1.ª           | Annemiek van Vleuten | Movistar                           | 400    |
| 2.ª           | Grace Brown          | FDJ Nouvelle Aquitaine Futuroscope | 320    |
| 3.ª           | Demi Vollering       | SD Worx                            | 260    |
| 4.ª           | Ashleigh Moolman     | SD Worx                            | 220    |
| 5.ª           | Elisa Longo Borghini | Trek-Segafredo                     | 180    |
| 6.ª           | Marta Cavalli        | FDJ Nouvelle Aquitaine Futuroscope | 140    |
| 7.ª           | Arlenis Sierra       | Movistar                           | 120    |
| 8.ª           | Liane Lippert        | Team DSM Women                     | 100    |
| 9.ª           | Katarzyna Niewiadoma | Canyon SRAM Racing                 | 80     |
| 10.ª          | Amanda Spratt        | BikeExchange-Jayco                 | 68     |